# Cris Silva
Cristiano da Silva Leite, znany jako Cristiano (ur. 29 sierpnia 1993 w Niterói) – brazylijski piłkarz występujący na pozycji lewego obrońcy w mołdawskim klubie Sheriff Tyraspol.

## Sukcesy

### Klubowe
Sheriff Tyraspol
- Mistrz Mołdawii: 2017, 2018, 2019, 2020/2021
- Zdobywca Pucharu Mołdawii: 2018/2019